# Absorpcja promieniowania alfa
Absorpcja promieniowania alfa – pochłanianie promieniowania alfa przez substancję przez którą przechodzi promieniowanie. Absorpcja zachodzi wskutek wzbudzania i jonizacji atomów napromieniowywanego ciała. Zachodzi głównie przez oddziaływanie kulombowskie między cząstkami α a elektronami substancji przenikanej. Rzadziej, przez reakcje jądrowe i rozpraszanie na jądrach atomowych. Podczas absorpcji, z uwagi na dużą masę cząstki α, jej tor pozostaje praktycznie niezmieniony. Strata energii na jednostkę długości przez cząstkę α (zdolność hamowania materiału) jest odwrotnie proporcjonalna do kwadratu prędkości cząstki:
{\displaystyle -{\frac {dE}{dx}}\sim {\frac {1}{\nu ^{2}}}.}
Gdy cząstka α utraci całą większą część energii kinetycznej i energia ta osiąga wartość rzędu energii termicznej, zwykle przyłącza do siebie dwa elektrony i staje się atomem helu.

Krzywa jonizacji (Bragga) dla różnych cząstek. Dla cząstki alfa przypomina ona krzywą dla protonu (czerwona).

Jedną z metod badania absorpcji jest mierzenie jonizacji właściwej (liczby jonów wytworzonych na jednostkę długości toru cząstki alfa). Jonizacja jest wprost proporcjonalna do energii cząstki:
{\displaystyle N_{pj}={\frac {E}{w}},}
gdzie:
{\displaystyle N_{pj}} – całkowita ilość wytworzonych jonów,
{\displaystyle E} – energia cząstki,
{\displaystyle w} – współczynnik zależny m.in. od rodzaju materiały absorbującego, rodzaju cząstek i energii. W powietrzu wnosi ok. 34 eV.
Tylko część energii kinetycznej cząstki przekłada się na jonizację. Jej część ulega zmianie na energię cieplną, dysocjację cząstek i wzbudzenia atomów i innych cząstek. Przebieg krzywej Bragga dla cząstek alfa jest zbliżony do krzywej protonu. Intensywność jonizacji zwiększa się wraz z maleniem prędkości, po czym gwałtownie spada do zera.